# ITV泰恩提茲
ITV泰恩提茲（ITV Tyne Tees）是英國的一家獨立電視網播出機構，在過去曾被稱為泰恩提茲（Tyne Tees），東北3頻道（Channel 3 North East ）或泰恩提茲電視台（Tyne Tees Television）。ITV泰恩提茲擁有獨立電視網在東北英格蘭和北約克郡部分地區的獨立播出執照，自1959年1月15日開始播出，總部位於紐卡斯爾。現在ITV泰恩提茲由獨立電視公司所有。ITV泰恩提茲在2012年繼ITV倫敦和UTV之後停止發射類比訊號，全面轉換為數位電視，也是ITV業者中最晚停止播出類比訊號的電視台之一。

## 外部連結
- North East Tonight（页面存档备份，存于） at ITV.com
- ITV Tyne Tees（页面存档备份，存于） on Facebook
- ITV Tyne Tees（页面存档备份，存于） on Twitter
- ITV Tyne Tees（页面存档备份，存于） productions listed at the Internet Movie Database